# Indrier
Indrier eller silkemakier (Indriidae) er en familie af halvaber i ordenen primater. Alle arter er endemiske for Madagaskar. Det er mellemstore eller store lemurer med kun fire tænder i tandkammen i stedet for seks, der ellers er det normale for halvaber. Tandkammen dannes af fremadrettede tænder i undermunden og bruges bl.a. til at pleje pelsen.

## Beskrivelse
Størrelsen varierer fra uldmakier (slægten Avahi), der uden hale kun måler 30 cm i længden, til indrien, der er den største nulevende halvabe. Halen hos indrien er kun en kort stump, mens uldmakier og sifakaer har haler, der er så lange som kroppen. Pelsen er lang og oftest hvidlig, rødlig eller grå. Ansigtet er sort og altid ubehåret. Baglemmerne er længere end forlemmerne, hænderne er lange og slanke og deres tommelfingre er ikke helt modstillet de øvrige fingre. Indrier har færre forkindtænder end andre lemurer og mangler desuden en fortand/hjørnetand i hver halvdel af underkæben. Tandformlen kan derfor skrives enten som 2.1.2.31.1.2.3 eller 2.1.2.32.0.2.3, altså i alt 30 tænder.

## Levevis
Indrier er planteædere, idet de mest æder blade, frugter og blomster. Som visse andre planteædere har de en stor blindtarm med bakterier, der hjælper med at nedbryde cellulosen.
Alle arter er trælevende, men kommer dog lejlighedsvis ned på jorden. På jorden bevæger de sig i opret stilling med korte hop fremad med armene højt løftet. I træerne kan de dog foretage lange spring og er meget adrætte, når de bevæger sig fra træ til træ. Som alle bladædere holder de lange pauser, for at fordøje den næringsfattige føde. Ofte kan de ses liggende udstrakt i træerne, mens de tager solbad. Indrier lever sammen i familiegrupper på op til 15 individer. De kommunikerer med hinanden med skrig og diverse ansigtsgrimasser.
Hunner og hanner lever sammen i monogame par i årevis. Oftest ved slutningen af tørtiden føder hunnen en enkelt unge efter en drægtighedsperiode på 4-5 måneder. Ungen lever i familien i et stykke tid efter den er blevet fravænnet i en alder af 5-6 måneder.

## Klassifikation
De 19 nulevende arter i familien deles i tre slægter.
- Slægt Indri
  - Indri Indri indri
- Slægt Avahi
  - Avahi cleesei
  - Uldmaki Avahi laniger
  - Avahi mooreorum
  - Avahi occidentalis
  - Avahi unicolor
  - Avahi peyrierasi
  - Avahi meridionalis
  - Avahi ramanantsoavani
  - Avahi betsileo
- Slægt Sifakaer Propithecus
  - Østlig sifaka Propithecus diadema
  - Propithecus edwardsi
  - Propithecus candidus
  - Propithecus perrieri
  - Propithecus coquereli
  - Vestlig sifaka Propithecus verreauxi
  - Propithecus deckenii
  - Propithecus coronatus
  - Propithecus tattersalli